# Мунира Мадхул Болкиах
Мунира Мадхул Болкиах (малайск. Muneerah Madhul Bolkiah; род. 2 января 2011, Бандар-Бруней) — брунейская принцесса, старшая дочь и второй ребёнок наследного принца Аль-Мухтади Билла Болкиаха и принцессы Пенгиран Анак Сары. Внучка султана Хассанала Болкиаха.

## Биография

### Происхождение
Мунира Мадхул Болкиах родилась 2 января 2011 года в Бандар-Сери-Бегаване в семье наследного принца Аль-Мухтади Билла Болкиаха и принцессы Пенгиран Анак Сары. В честь принцессы на территории официальной резиденции Брунея был произведён салют из 19 артиллерийских залпов.

### Увлечения и карьера
В марте 2018 года принимала участие в 3-м Открытом чемпионате Брунея по плаванию и установила рекорд в заплыве 100 метров вольным стилем в возрастной группе среди 7-летних детей. Она установила рекорд возрастной группы, показав время 1 минута и 10 секунд. 16 февраля 2019 года принцесса Мунира приняла участие в школьном футбольном турнире в составе школьной команды. 
В апреле 2019 года она завоевала золотую медаль в заплыве на дистанции 50 метров на спине, показав время 54, 6 секунд, среди девочек до 8 лет.
23 июня 2022 года 11-летняя принцесса создала личную картину, вдохновившись приложением BruHealth. Она работала над своей картиной около месяца, используя технику рисования губкой. На картине, нарисованной принцессой, на голубом фоне изображён цветок лотоса. По её словам, цветок лотоса «красиво демонстрирует силу, любовь и чистоту, которые он хранит, несмотря на трудности». Свою картину она преподнесла в дар компании EVYD Technology по случаю официального открытия кампуса EVYD в Джерудонге, а также второй годовщины со дня основания компании.
В ноябре 2023 года принимала участие в межшкольном турнире по баскетболу в соревновании среди девушек до 18 лет.